# Saint-Santin

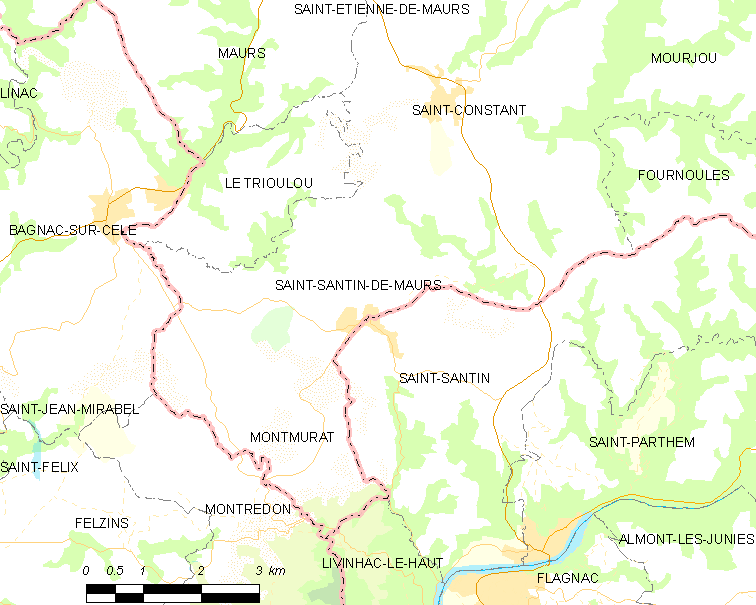
Poloha Saint-Santin a Saint-Santin-de-Maurs

Saint-Santin (Saint-Santin D'Aveyron) je francouzská obec, ležící v departmentu Aveyron v regionu Midi-Pyrénées.

## Saint-Santin a Santin-Santin-de-Maurs
Obec velice těsně sousedí s obcí Saint-Santin-de-Maurs, která však leží v sousední departmentu Cantal.
Prakticky tvoří jednu obec, která je však rozdělená právě departmenty. Obě mají vlastní obecní úřad se starostou, svou školu, svůj kostel. Společný je však pomník, který se nachází přesně na hranici a má nápis z obou stran.
V obci stojí kostel 20 metrů vedle kostela sousední obce, mezi kterými prochází hranice departmentu.

## Poloha
Obec má rozlohu 22,78 km². Nejvyšší bod je položený 592 m n. m. a nejnižší bod 187 m n. m.

## Obyvatelstvo
V obci žije 554 obyvatel (rok 2009).